# Frenul clitorisului
Frenul clitorisului (lat. frenulum clitoridis), frâul clitorisului, reprezintă repliu dublu tegumentar al extremității anterioare a labiilor mici, situat inferior față de glandului clitoridian.

## Morfologie
Cele două bifurcări ale frenului pot fi asimetrice prezentând o varietate a formei, de la una lamelară subțire până la una îngroșată, aproape cilindrică. În continuare ramurile frenului clitoridian, unindu-se cu prepuțul clitorisului trec treptat în labia mică (sau nimfe). Frenula are o culoare identică cu cea a marginilor externe ale labiilor mici. Suprafața frenului poate fi netedă, rugoasă sau cutată. În unele cazuri, cele două ramuri ale frenului formează o mică cavitate în partea inferioară a clitorisului, numită cavitatea infraglandulară.

## Anatomie
Frenul este alcătuit din țesut adipos, țesut conjunctiv și fibre musculare netede. Suprafața celor două ramuri ale frenului sunt acoperite de un epiteliu pavimentos, scuamos, în care proemină numeroase papile, bogat în glande sudoripare.

## Funcție
Unghiul format de cele două ramuri ale frenul joacă un rol important în timpul actului sexual.